# Jan Gmyrek
Jan Wojciech Gmyrek est un handballeur polonais né le 2 mars 1951 à Cracovie.

## Carrière
Jan Gmyrek obtient une médaille de bronze aux Jeux olympiques d'été de 1976 de Montréal.